# 고자이정
고자이정(일본어: 香西町)은 일본 가가와현 가가와군에 있던 정이다. 

## 역사
- 1890년 2월 15일 - 정촌제 시행에 의해 가가와군 나카카사이촌이 성립하였다.
- 1897년 2월 21일 - 사누키 철도(현・시코쿠 여객철도)가 개업하였다.
- 1915년 2월 15일 - 정으로 승격해 고자이정으로 개칭되었다.
- 1952년 2월 17일 - 일본국유철도(현・시코쿠 여객철도) 요산선 고자이역이 개업하였다.

## 참고 문헌
- 角川日本地名大辞典編纂委員会, 『角川日本地名大辞典 43 香川県』, 1985, 角川書店
- 四国新聞社 編『香川年鑑』 昭和31年、四国新聞社、高松市、1955年12月15日。 NCID BB10788678。OCLC 52393151。